# 有机镍化学
有機鎳化學是一門研究含有碳-鎳化學鍵的化合物（有機鎳化合物）的理化性質、合成與反應的學科，是有機金屬化學的分支 。四羰基鎳是第一個被人類合成的有機鎳化合物，被化學家路德維希·蒙德在1890年首度合成。它立刻被用於蒙德法來提煉鎳金屬。隨後有機鎳化合物用於不同過渡金屬催化反應的催化劑。

## 分類與合成
在鎳化合物中，鎳的氧化數多爲0或者+2。有很多鎳的烷基或芳基配合物的化學式都是NiR(X)L2。而NiR2類的鎳配合物有時只有12個價電子，而他們會透過溶劑化來增加自己的價電子數，穩定自己。
而鎳的烯烴配合物較爲常見。例如具備兩個環辛二烯配體的雙(1,5-環辛二烯)鎳，它是一個18電子的配合物，其中有去10個電子由鎳提供，而剩餘的4×2個電子有配體的雙鍵提供。它對空氣極爲敏感，可溶於有機溶劑。鎳的烯烴配合物有較多實際的用途，例如可以用於壳牌高级烯烃过程等烯烴的聚合反應中。
烯丙基型鹵代烴可以與四羰基鎳反應生成(烯丙基)2Ni2Cl 2。它是一種π-烯丙基配合物，鎳的氧化數為+2，是烯丙基親核試劑的來源。
鎳亦可以跟卡賓生成配合物，其中包含碳-鎳雙鍵：

—
{\displaystyle {\ce {Ni(CH3)2(TMEDA)}}}是一個常用的試劑。

## 反應

### 烯烴或炔烴的低聚
鎳化合物可以催化烯烴或炔烴的低聚。例如在氰化鎳的存在下，乙炔四聚成環辛四烯。
溴化鎳、鋅可以成爲 [2+2+2]環加成反應的催化劑，反應涉及到苯炔。鋅可以把二價鎳還原成零價鎳。
在這些實驗中，鎳配合物的存在可能不太明顯，但如果細心地設計實驗，鎳配合物中間體便可以定量生成：

### 偶聯反應
鎳配合物可以催化烯丙基或芳基鹵代烴的偶聯反應：
而催化量的鎳化合物亦可用於熊田偶聯反應，機理跟其他很多金屬催化的反應一樣，經歷氧化加成、轉金屬化、順反異構化和還原消去幾部分：
鎳化合物亦可用於根岸偶聯反應，其中有機鋅試劑與鹵代烴在鎳配合物的催化下發生偶聯，生成一個新的C－C鍵：

### 羰基化
鎳催化烯烴和炔烴的羰基化反應。丙烯酸的工業合成曾經用到溴化鎳和鹵化銅作爲催化劑：